# مرکز علوم مغز ادموند و لیلی صفرا در دانشگاه عبری اورشلیم
مرکز علوم مغز ادموند و لیلی صفرا (ELSC) (عبری: מרכז אדמונד ולילי ספרא למדעי המוח‎) یک مرکز تحقیقات علوم مغز وابسته به دانشگاه عبری اورشلیم است. مدیر این مرکز پروفسور لئون وای. دوئل است. ادموند یعقوب صفرا یک بانکدار و خیرخواه میلیاردر یهودی لبنانی-برزیلی متولد بیروت بود.

## تاریخچه
مرکز علوم مغز ادموند و لیلی صفرا در سال ۲۰۰۹ تأسیس شد. این مرکز در ساختمان علوم مغز گودمن در پردیس ادموند جی. صفرا دانشگاه عبری در گیوات رام، اورشلیم ساخته شده است. مأموریت این مرکز، کسب بینش بیشتر در مورد جنبه‌های نظری، بیولوژیکی و شناختی مغز؛ پیگیری تحقیقات میان‌رشته‌ای برای پاسخگویی به چالش‌های علمی و فناوری قرن بیست و یکم؛ ترویج همکاری‌های دانشگاهی و مشارکت در فعالیت‌های اجتماعی است.
در سال ۱۹۹۱، این دانشگاه مرکز میان‌رشته‌ای محاسبات عصبی (ICNC) را تأسیس کرد که یک برنامه دکترای میان‌رشته‌ای جدید را با ترکیب علوم زیستی، روان‌شناسی، شناخت و سایر رشته‌های مرتبط با تحقیقات مغز معرفی کرد.
در سال ۲۰۰۶، رئیس دانشگاه عبری، مناخم ماگیدور، کمیته بررسی بین‌المللی علوم اعصاب را برای بررسی امکانات گسترش تحقیقات علوم اعصاب منصوب کرد. با حمایت مالی بنیاد ادموند صفرا، این دانشگاه مرکز جدیدی را به مطالعه مغز اختصاص داد.
کمیته راهبری بین‌المللی این مرکز که در سال ۲۰۰۹ تأسیس شد، متشکل از ۱۱ دانشمند علوم اعصاب، از جمله برندگان جایزه نوبل، برت ساکمن، ریچارد اکسل و ادوارد موزر است.

## برنامه‌های دانشگاهی
این مرکز دو برنامه اصلی دانشگاهی را اجرا می‌کند: یک برنامه پنج ساله دکترا در علوم اعصاب محاسباتی که برای دانشجویان رشته‌های مختلف در دسترس است و در سال ۱۹۹۲ تأسیس شده است؛ و یک برنامه کارشناسی که یک گرایش اصلی در علوم مغز و یک گرایش فرعی در علوم اعصاب محاسباتی را ارائه می‌دهد و در سال ۲۰۲۱ تأسیس شده است. کلاس‌ها به زبان انگلیسی برگزار می‌شوند که تحصیل را برای دانشجویان خارجی از سراسر جهان امکان‌پذیر می‌کند.

## تحقیقات علمی
تحقیقات در ELSC بر افزایش درک مکانیسم‌های وفعالیات مغز، در سطوح ژنتیکی، مولکولی، سلولی و سیناپسی، و همچنین مطالعات نظری و محاسباتی شبکه‌های عصبی بیولوژیکی و مصنوعی متمرکز است. این تحقیقات علمی پایه در مورد عملکرد مغز، به بررسی اختلال عملکرد مغز نیز گسترش می‌یابد و شامل تحقیقات کاربردی و بالینی می‌شود. این شامل مطالعات روانشناختی مانند مطالعات انجام شده توسط میراو آهیسار، عضو ELSC، برای روشن کردن شرایطی مانند نارساخوانی و اوتیسم می‌شود. آزمایشگاه امی سیتری با استفاده از داده‌های مولکولی، سیناپسی، مدارهای موضعی و رفتاری، ناحیه کوچکی از مغز به نام کلاستروم را مطالعه می‌کند. نشان داده شده است که تغییر سطح فعالیت آن در موش‌ها بر خواب، واکنش‌پذیری و رفتار تکانشی تأثیر می‌گذارد - یافته‌هایی که می‌تواند به درمان‌های جدیدی برای اختلالاتی و نقص توجهاتی مانند ADHD منجر شود.
روش‌های پیشرفته ام‌آرآی کمّی برای توصیف تغییرات در ترکیب بیولوژیکی بافت مغز با افزایش سن فرد وپی پیری رفتن فرد توسط آویو مزر، عضو ELSC، و تیمش به کار گرفته می‌شوند.

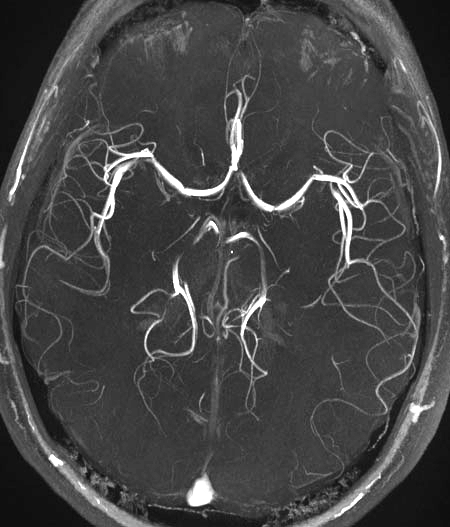
تصویر ال ار ای

پژوهش‌های دیگر از روش‌های گوناگونی بهره می‌برند، از رونوشت‌شناسی گرفته تا الکتروفیزیولوژی و تصویربرداری نورون، به‌ویژه بیماری‌های مرتبط با سن مانند پارکینسون و آلزایمر را هدف قرار می‌دهند.
در سال۲۰۲۴، اعضای ELSC مطالعاتی را منتشر کردند که دیدگاه‌های نوینی در مورد مغز ارائه می‌دهند، مانند تحقیقات نائومی حبیب و تیمش در مورد تشخیص زودهنگام آلزایمر؛ زیر سؤال بردن نقش نورون‌ها به عنوان مسئول تمام فرآیندهای مهم در مغز توسط اینبال گوشن و اعضای تیمش و یافته‌های دیوید اومر و تیمش مبنی بر اینکه مارموسه‌ها، گونه ای نخستی غیرانسانی، که یکدیگر را با نام‌های تعیین‌شده صدا می‌زنند.
نائومی حبیب از داده‌های ۱٫۶ میلیون سلول که توسط الگوریتم‌ها و تکنیک‌های یادگیری ماشینی تجزیه و تحلیل شده‌اند، برای شناسایی تعاملات خاص سلولی استفاده می‌کند. این مطالعه نشان می‌دهد که بیماری آلزایمر فقط نوعی پیری زودرس نیست. بر اساس نشانگرهای مولکولی، دانشمندان قادر خواهند بود «مسیر سلولی» فرد و احتمال ابتلا به بیماری را مشخص کنند.
اینبال گوشن این دیدگاه سنتی را که نورون‌ها به تنهایی مسئول پردازش مغز هستند، به چالش می‌کشد. او نشان می‌دهد که آستروسیت‌ها (سلول‌های مغزی غیر عصبی) نقش مهمی در انعطاف‌پذیری مغز و حافظه دارند، به طوری که تحریک فعالیت آستروسیت‌ها ممکن است پلاک‌های مرتبط با آلزایمر را کاهش دهد.

## جوایز و تقدیرنامه‌ها
هاگای برگمن، متخصص علوم اعصاب و پزشک در ELSC و دانشکده پزشکی دانشگاه عبری، در سال ۲۰۲۴ جایزه اسرائیل، معتبرترین افتخار در کشور و جامعه را، برای علوم زیستی را دریافت کرد. تحقیقات برگمن درک ما از فیزیولوژی عقده‌های قاعده‌ای را افزایش داده و سهم قابل توجهی در مطالعه و درمان بیماری پارکینسون داشته است.

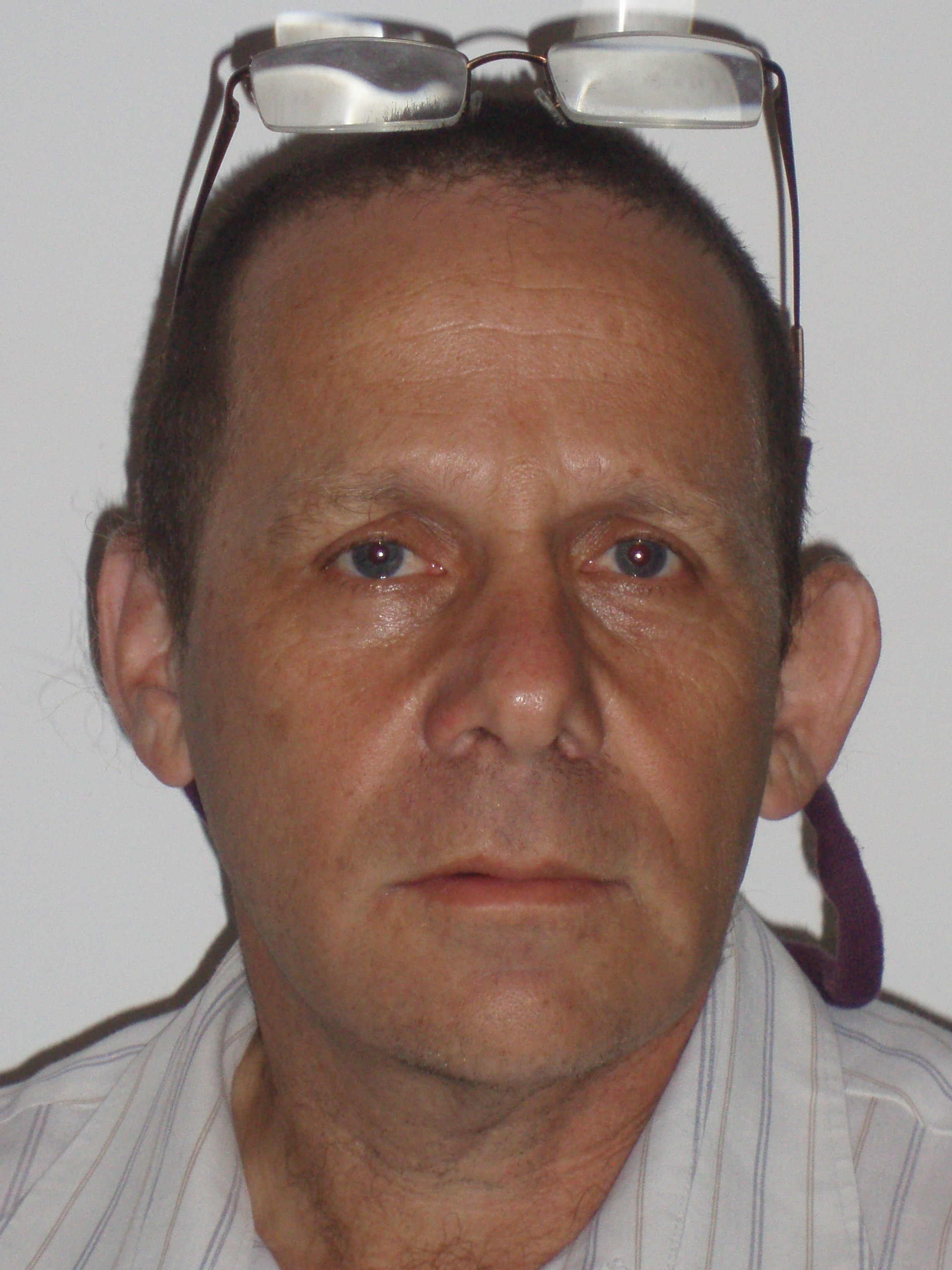
هاگای برگمن

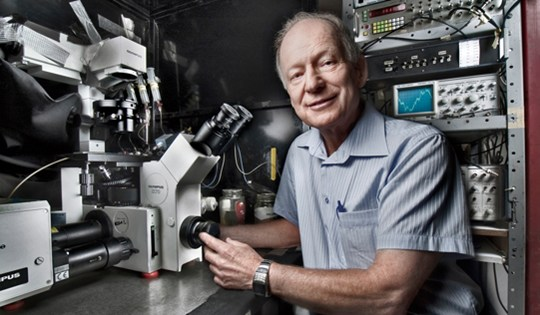
باروخ مینکه

در سال ۲۰۲۴، حیم سومپولینسکی، یکی از بنیانگذاران این مرکز، اولین دانشمند اسرائیلی بود که جایزه مغز، جایزه‌ای بین‌المللی که سالانه به محققان برجسته مغز اعطا می‌شود، را از آن خود کرد. سامپولینسکی، از پیشگامان علوم اعصاب محاسباتی، از مدل‌های نظری مانند «جذب‌کننده حلقه‌ای» برای مطالعه دینامیک شبکه‌های عصبی و ارتباط آنها با رفتار حیوانات و انسان‌ها استفاده می‌کند.
هرمونا سورک، یکی دیگر از اعضای بنیانگذار این مرکز، به خاطر دستاوردهای تحقیقاتی خود در زیست‌شناسی مولکولی، سیستم عصبی و ژنتیک بیماری‌های دژنراتیو، جایزه EMET سال۲۰۲۲ را از آن خود کرد. رویکرد میان‌رشته‌ای سورک منجر به درک بهتر نقش استیل کولین در مغز و دخالت آن در پاسخ مغز به موقعیت‌های استرس‌زا شده است.
در سال ۱۴۰۰، نائومی حبیب، استادیار ELSC, به خاطر مطالعه‌اش در مورد ارتباط بین سلول‌های مغزی و چگونگی تأثیر سیستم ایمنی و عوامل خطر محیطی بر پیری، جایزه کریل برای تحقیقات علمی برتر را از آن خود کرد. تمرکز او بر مکانیسم‌هایی است که منجر به بیماری‌های مخرب مغزی مانند آلزایمر می‌شوند. او با نقشه‌برداری از تغییرات سلولی، به دنبال کشف عوامل محرک بیماری و مولکول‌های محافظ است.
در سال ۲۰۱۰، باروخ مینکه، استاد بازنشسته ELSC، جایزه EMET را برای تحقیقات مغز و جایزه شاهزاده آستوریاس سال ۲۰۱۰ را برای تحقیقات فنی و علمی دریافت کرد. مینک هنگام مطالعه انتقال نوری و بینایی در مگس‌های میوه، نوع جدیدی از کانال یونی، کانال پتانسیل گیرندهٔ گذرا یا TRP را کشف کرد.

## معماری ساختمان
ساختمان علوم مغز گودمن توسط معمار بریتانیایی، نورمن فاستر، طراحی شده است. این ساختمان یک سازه بتن مسلح با سقف فولادی آویزان است. ساخت و ساز در سال ۲۰۱۳ تحت نظارت یک شرکت معماری اسرائیلی آغاز شد.

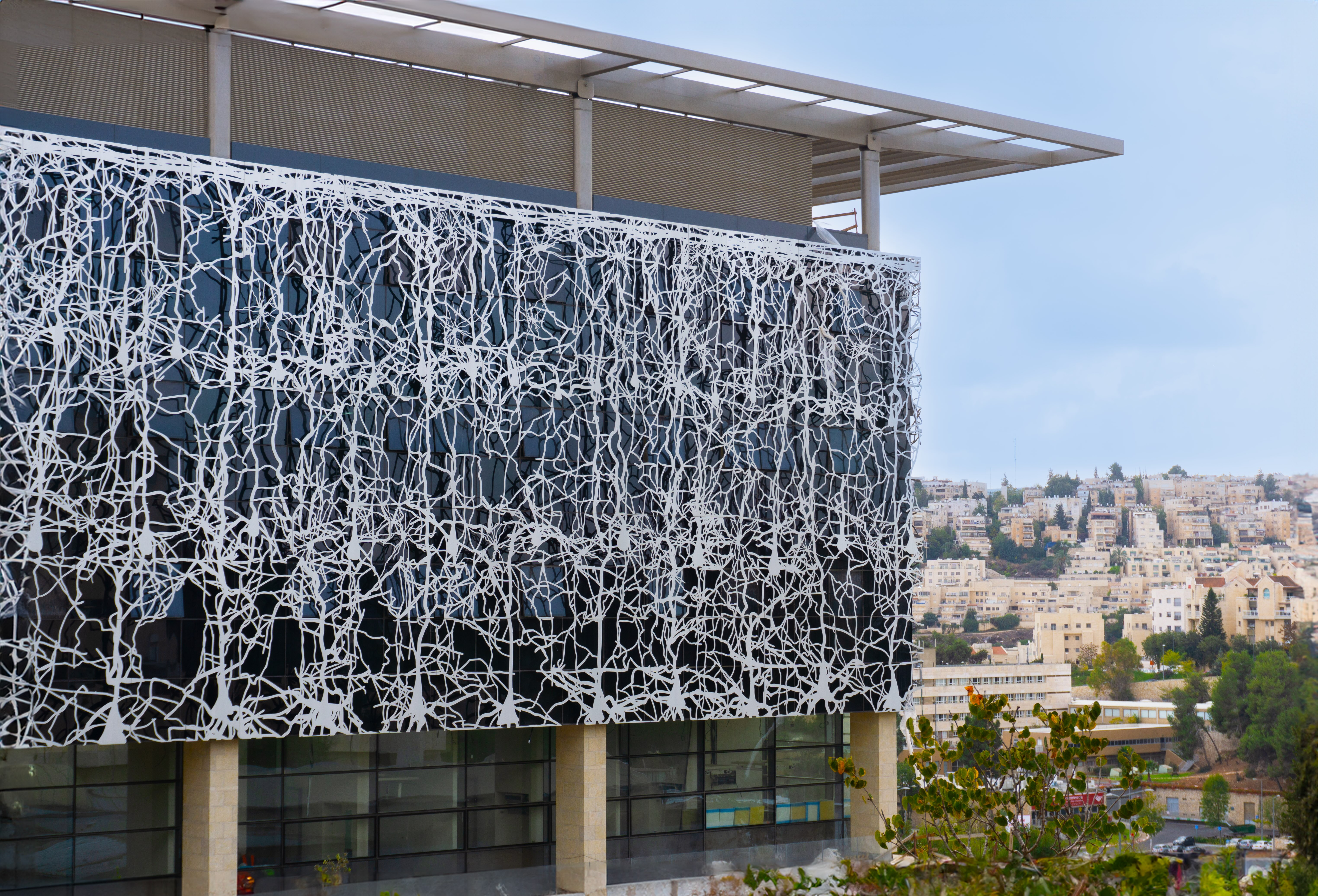
دیوار تزئنی ساختمان

این نما از یک «صفحه نورونی» آلومینیومی تشکیل شده است که از نقاشی‌های سانتیاگو رامون ای کاخال الهام گرفته شده است. داده‌های مربوط به صفحه نمایش از بازسازی دیجیتالی نورون‌های مغز موش صحرایی که توسط هنری مارکرام و آیدان سگو، عضو ELSC، ارائه شده بود، استخراج شد.
تیم معماری تأکید زیادی بر طراحی محیطی برای صرفه‌جویی بهینه در مصرف انرژی داشت. این ساختمان از دو بال موازی تشکیل شده است که ۲۸ آزمایشگاه را در اطراف یک حیاط مرکزی باز جای داده‌اند. اسپنسر دی گری، طراح ارشد این پروژه، در مصاحبه‌ای با روزنامه هاآرتص اظهار داشت که به نظر او فضاهای مشترک مهم‌ترین بخش ساختمان بوده‌اند.

## امکانات

### واحد هسته بردار ویروسی
مرکز وکتور کور (Vector Core Facility) یک مرکز فناوری و تحقیقات هسته‌ای برای طراحی وکتورهای ویروسی است که برای انتقال مواد ژنتیکی به سلول‌ها استفاده می‌شوند.

### فبلاب
فبلب (Fablab) یک آزمایشگاه ساخت برای طراحی راه‌حل‌های سخت‌افزاری سفارشی برای آزمایش‌های علوم اعصاب است. این واحد از چاپگرهای سه‌بعدی و ماشین‌های فرز CNC استفاده می‌کند.

### واحد تصویربرداری عصبی MRI
در سال۲۰۱۲، این مرکز واحدی را برای خدمات تصویربرداری برای همه آزمایشگاه‌های دانشگاه عبری افتتاح کرد. این دستگاه علاوه بر اسکنر MRI، سیستم ردیابی چشم، سیستم BIOPAC، سیستم کنترل نویز فعال و سیستم ارائه محرک‌های بصری، در زمینه الگوها و بهینه‌سازی اسکن نیز کمک می‌کند.

### واحد میکروسکوپی هسته
این مرکز یک واحد میکروسکوپی اصلی دارد که در دسترس همه آزمایشگاه‌های دانشگاه عبری است. این مرکز مجهز به میکروسکوپ‌های چند فوتونی، کانفوکال و فلورسانس است و خدمات مشاوره‌ای ارائه می‌دهد.

## اطلاع‌رسانی جامعه
برای دسترسی بیشتر به علم، ELSC کنفرانس‌ها، سمینارها و رویدادهای فرهنگی را برای عموم مردم برگزار می‌کند. «هفته هنر و مغز» یک رویداد سالانه است که با همکاری سینماتک اورشلیم برگزار می‌شود و در آن سخنرانی‌های علمی و به دنبال آن فیلم یا برنامه‌های فرهنگی پخش می‌شود.
گالری هنری مغز مارتین د سوزا-داسو در این مرکز، که برای عموم آزاد است، آثار هنری مبتنی بر علم مغز را به نمایش می‌گذارد، و حامی یک برنامه اقامت هنری است که در آن دانشمندان با هنرمندان همکاری می‌کنند تا در مورد عملکرد مغز و تأثیر آن بر هنر بحث کنند.